# Johann Jacob Pock
Johann Jacob Pock, o anche Johann Jacob Bock (Costanza, 1604 – Vienna, 12 febbraio 1651), è stato un architetto e scultore tedesco.
Di nobile famiglia, era fratello del pittore Tobias Pock, con il quale realizzò il monumentale altar maggiore del Duomo di Vienna e altre opere.

## Biografia

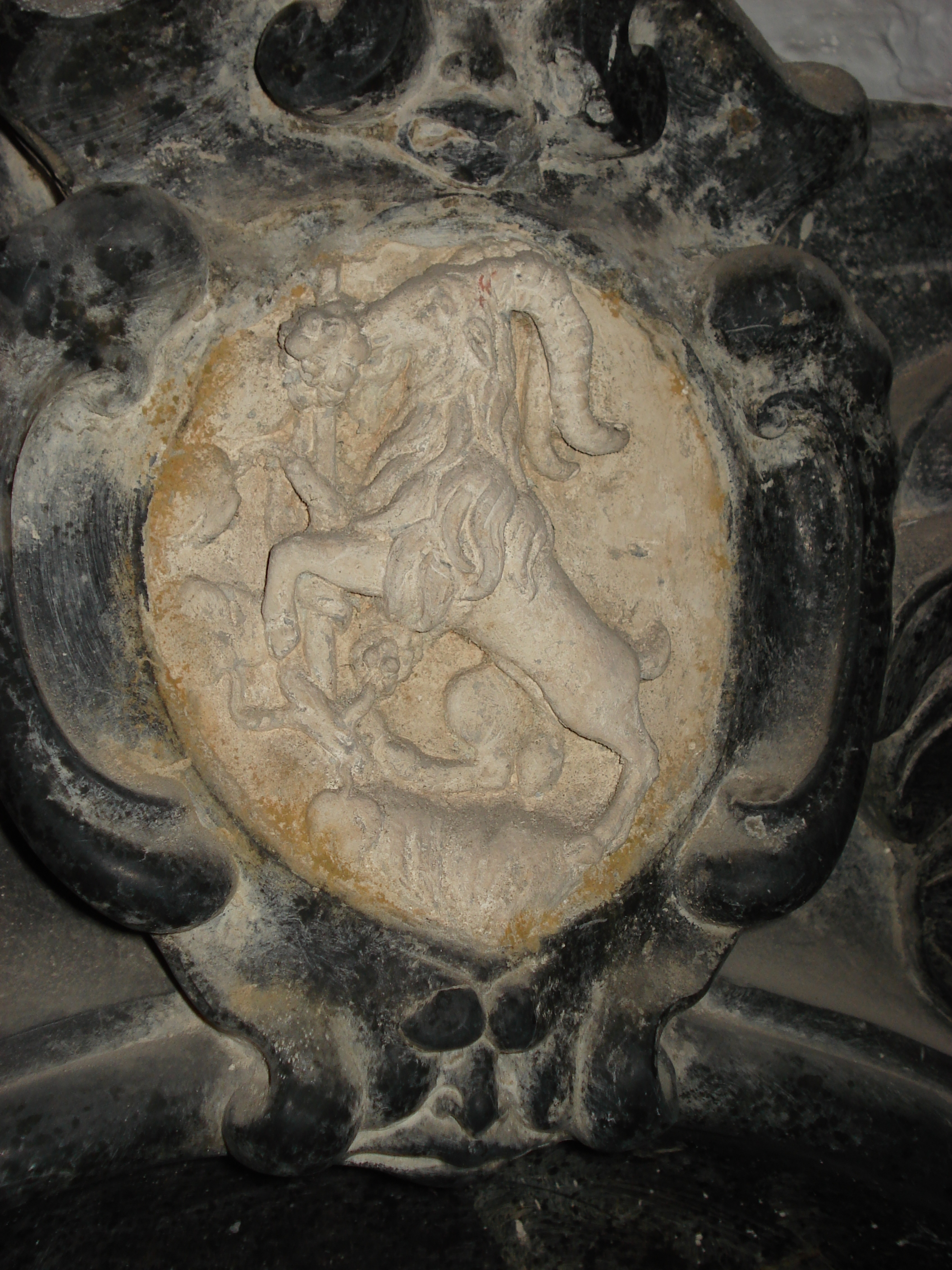
Stemma di famiglia

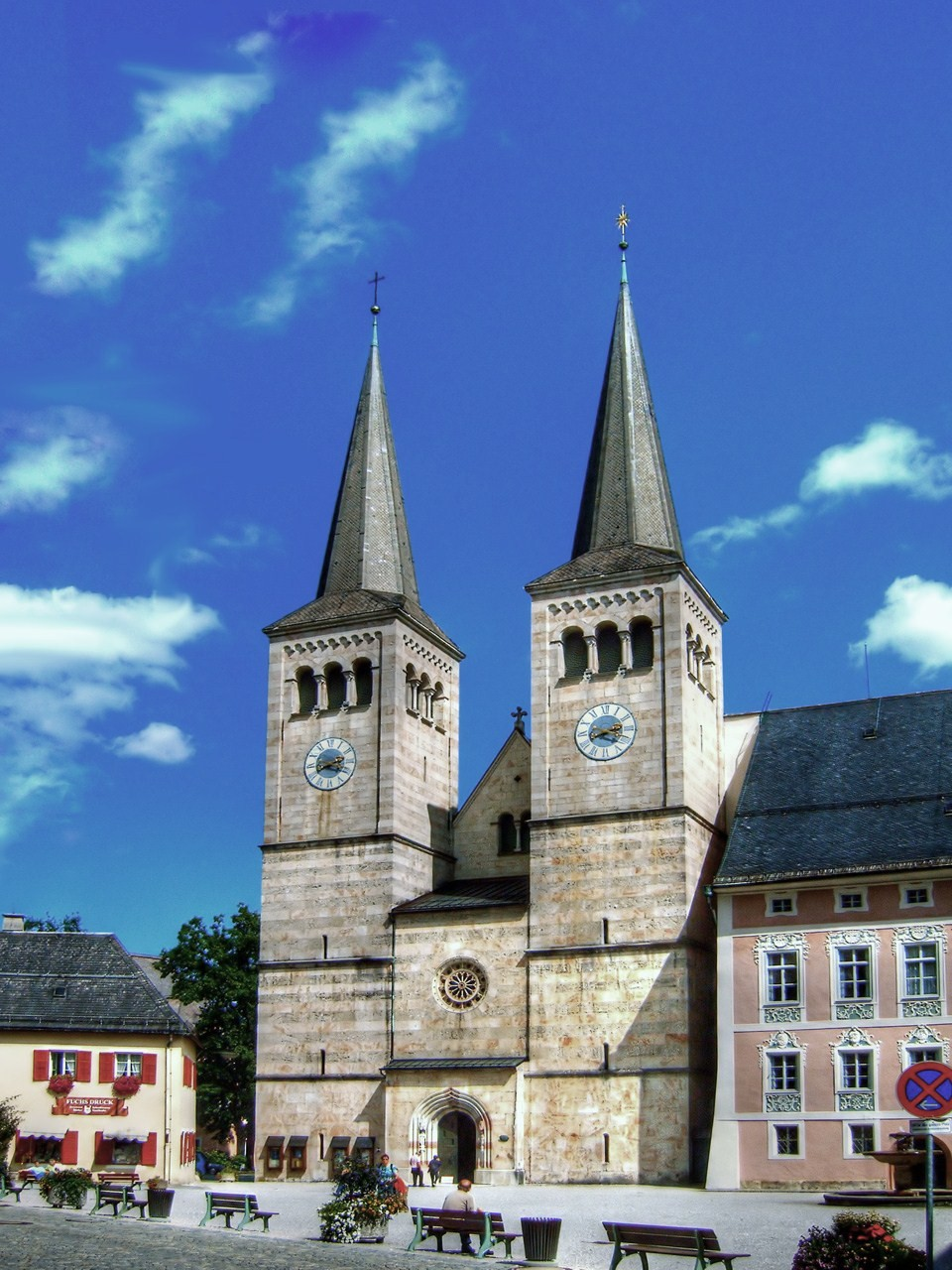
Berchtesgaden, Stiftskirche

La città di Costanza fu "ricattolicizzata" nel corso della controriforma. La città servì gli Asburgo come baluardo contro ogni ulteriore espansione della Vecchia Confederazione Elvetica verso nord. Per rafforzare la consapevolezza del cattolicesimo, nel 1604, con bolla pontificia fu fondata nella città una scuola di gesuiti. 
Il suo primo lavoro conosciuto sono i due epitaffi per B. von Berfall (1627) e Regina Haas (1629), nella chiesa dei santi Pietro e Giovanni Battista a Berchtesgaden.
Il Re dei Romani, e successivamente Imperatore del Sacro Romano Impero Ferdinando I d'Asburgo, aveva già dal 1551 mandato a chiamare a Vienna i gesuiti per combattere i protestanti. Quando negli anni 1630 Johann Jacob Pock fu accolto nella "fabbrica del Duomo", l'insegnamento luterano era già stato bandito e Vienna era tornata una città cattolica. Una spessa coltre di controlli religiosi non lasciava più spiraglio alcuno all'evangelismo, ma a questa rete erano in qualche modo sottoposti anche i cattolici ad una sorveglianza fino ad allora inesistente.

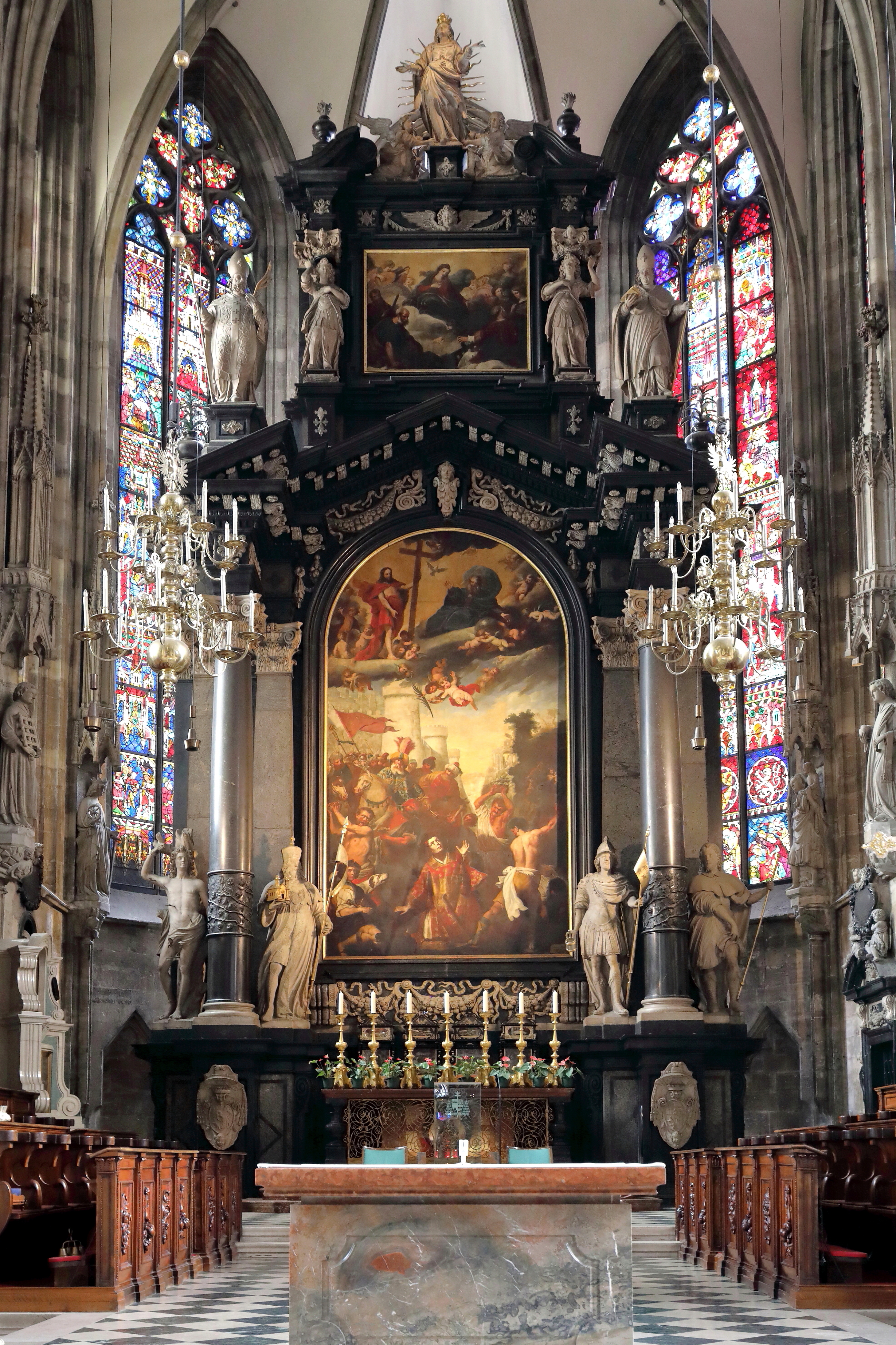
Altar maggiore del duomo di Vienna

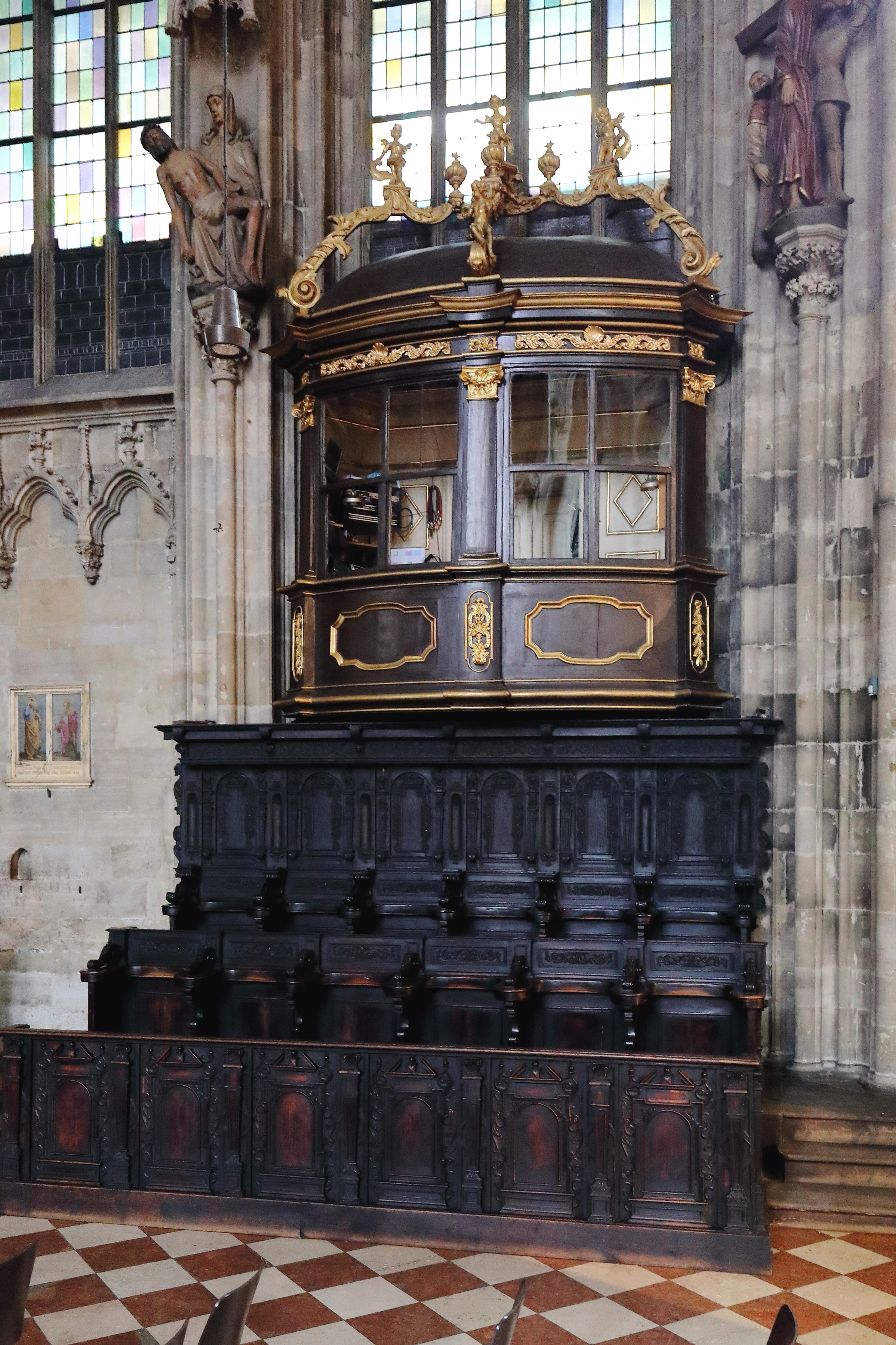
Oratorio imperiale

Pock fu affittuario dal 1636 nel quartiere di Wibmer (nella zona di Wipplingerstraße), quindi proprietario di casa nel quartiere scozzese. Le tasse pagate fanno pensare ad un piccolo appartamento. 
Su incarico del principe-vescovo Philipp Friedrich von Breuner realizzò l'altar maggiore del Duomo di Vienna.
Il 6 giugno 1643 sposò Barbara Trostnerin, vedova di Heinrich Trostner, cittadino e riquadratore.
La sua seconda, grande opera fu l'Oratorio imperiale, sempre nel duomo di Vienna, iniziato nel 1644 e terminato nel 1646.

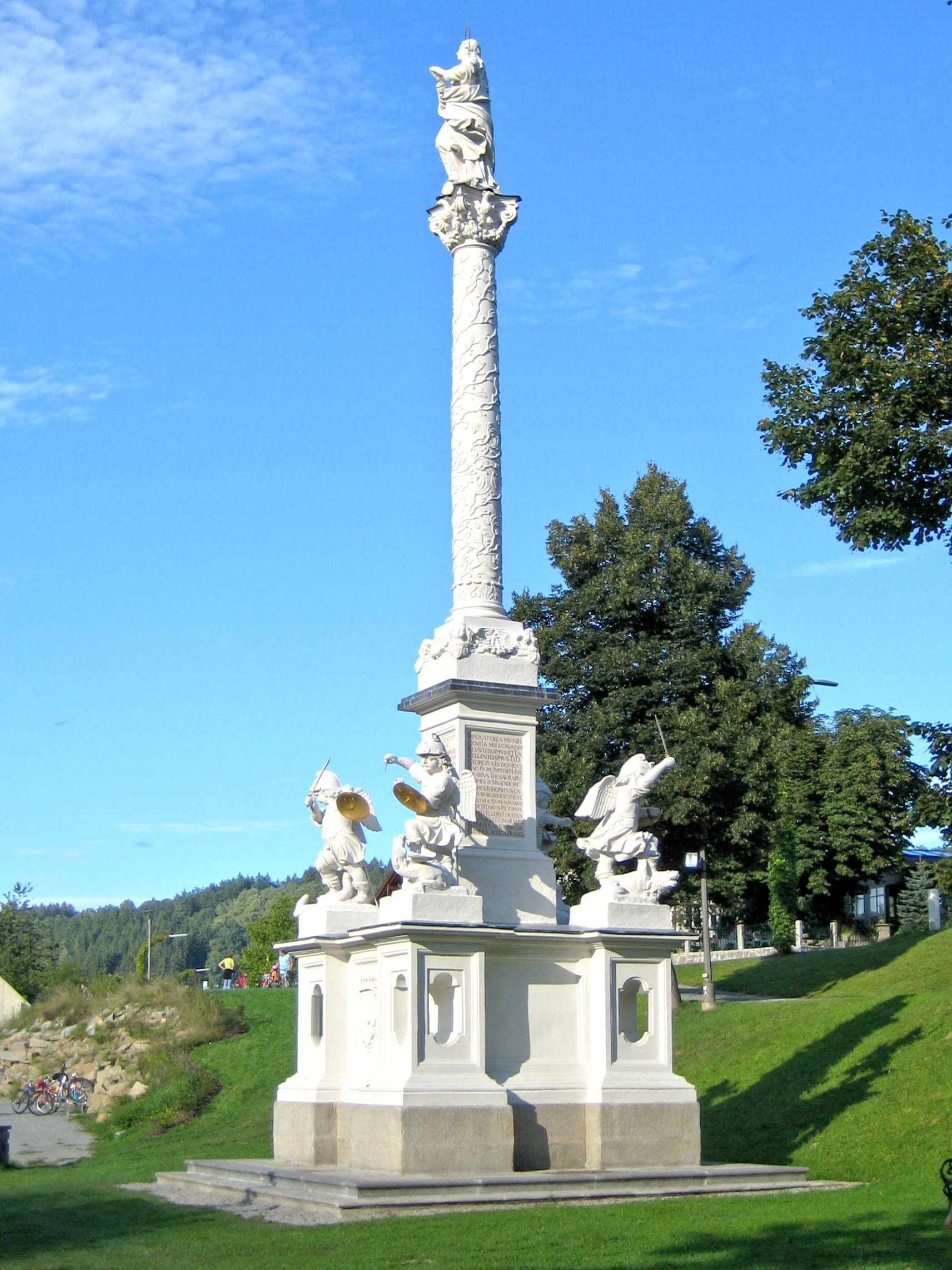
Mariensäule, originariamente nella piazza viennese Am Hof e dal 1667 a Wernstein am Inn

Quando verso la fine della guerra dei trent'anni, nel 1645, le truppe svedesi si presentarono davanti a Vienna e ne minacciarono l'assedio, l'imperatore Ferdinando III, fece voto all'Immacolata di erigere in suo onore una colonna (con statua) nel caso che le truppe nemiche si fossero ritirate. Ad ottobre gli svedesi si ritirarono e Johann Jacob Pock, insieme al fratello Tobias, ricevette l'incarico di realizzare la colonna votiva, chiamata poi Mariensäule, da erigere sulla piazza Am Hof. Johann Jacob realizzò la colonna seguendo il progetto del fratello Tobias nel 1647. (Vent'anni dopo la colonna, divenuta proprietà del conte Georg Ludwig von Sinzendorf, fu trasportata a Wernstein am Inn, mentre sulla piazza  Am Hof l'imperatore Leopoldo I ne fece eseguire una copia in bronzo, che fu installata al suo posto a Vienna.
Annualmente gli scalpellini e i muratori proponevano in dicembre il presidente della loro corporazione e il vice presidente subentrava al presidente. Pock fu vicepresidente della corporazione nel 1647 e il 24 novembre 1647 venne scelto come presidente per l'anno 1648.
L'11 gennaio 1648 l'abate di  Klosterneuburg, Rodolfo II e lo scultore della corte imperiale Pietro Maino Maderno sottoscrissero un contratto per la conclusione di lavori commessi nel 1642. Si trattava dei lavori per le appena iniziate seconda torre campanaria e volta del transetto, interrotti «a causa di inattesi sviluppi della guerra e angosciosità del periodo». Presenti e controfirmanti il contratto furono Johann Jacob Pock, quale presidente della corporazione degli scalpellini e muratori, e l'architetto Filiberto Lucchesi, quale responsabile delle fabbrica del Duomo di Vienna.

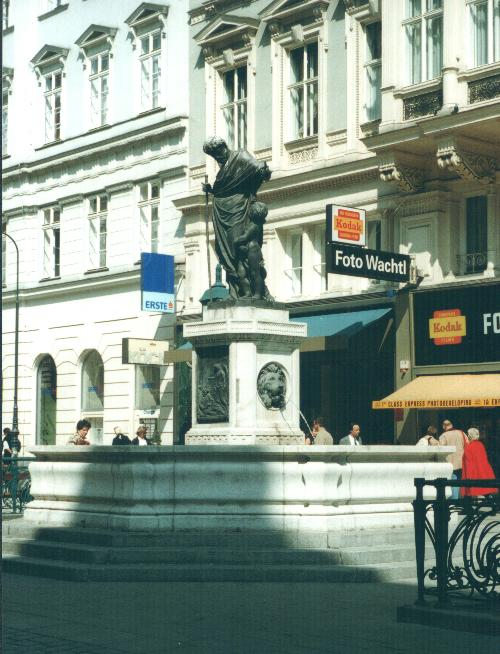
La "fontana di San Giuseppe" (Josephbrunnen) sulla piazza Graben a Vienna, oggi

Il 18 giugno 1648 il capomastro di corte degli scalpellini Hieronymus Bregno, che era anche membro della corporazione viennese, ricevette 100 fiorini in acconto per una nuova fontana sulla piazza viennese di Graben. Suo compagno fu Francesco della Torre, futuro capomastro di corte a Praga. Per questa fontana Johann Jacob realizzò una statua di Giove, il cui pagamento di 509 fiorini fu effettuato alla sua vedova Barbara, essendo sopraggiunta per Jacob la morte.
Johann Jacob morì il 12 febbraio 1651.
La sua salma fu inumata in un monumento funebre di 173 x 83 cm nella Schottenkirche di Vienna. Il monumento consiste in un ovale, entro il quale figura un busto in marmo dell'Untersberg eseguito certamente nell'atelier del defunto artista. Nella parte superiore della cornice dell'ovale è scolpito lo stemma di famiglia (un ariete rampante che si gusta le foglie di una pianta); sotto si trova la testa di un altro ariete con una pelle staccata di caprone, un'altra allusione al suo nome gentilizio.
La vedova curò il suo atelier fino al 1653, anno della sua morte.